# Vorgeschichte Großbritanniens
Dieser Artikel behandelt die Vorgeschichte Britanniens von der ersten Besiedlung in prähistorischer Zeit bis zur Invasion der Römer im Jahre 43 n. Chr.

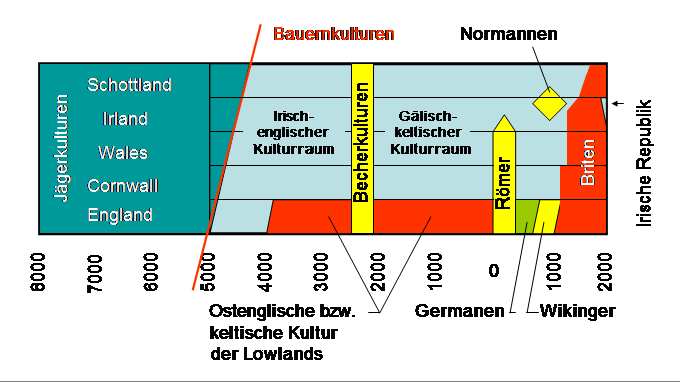
Die Abfolge

Großbritannien wurde vor etwa zwölftausend Jahren dauerhaft von Menschen besiedelt. Auch davor gab es auf dem Gebiet schon Menschen, sie konnten sich allerdings nicht dauerhaft etablieren. In vorrömischer Zeit wurde keine Schrift entwickelt, so dass Kultur und Lebensweise der Bewohner anhand archäologischer Funde und Befunde rekonstruiert werden.

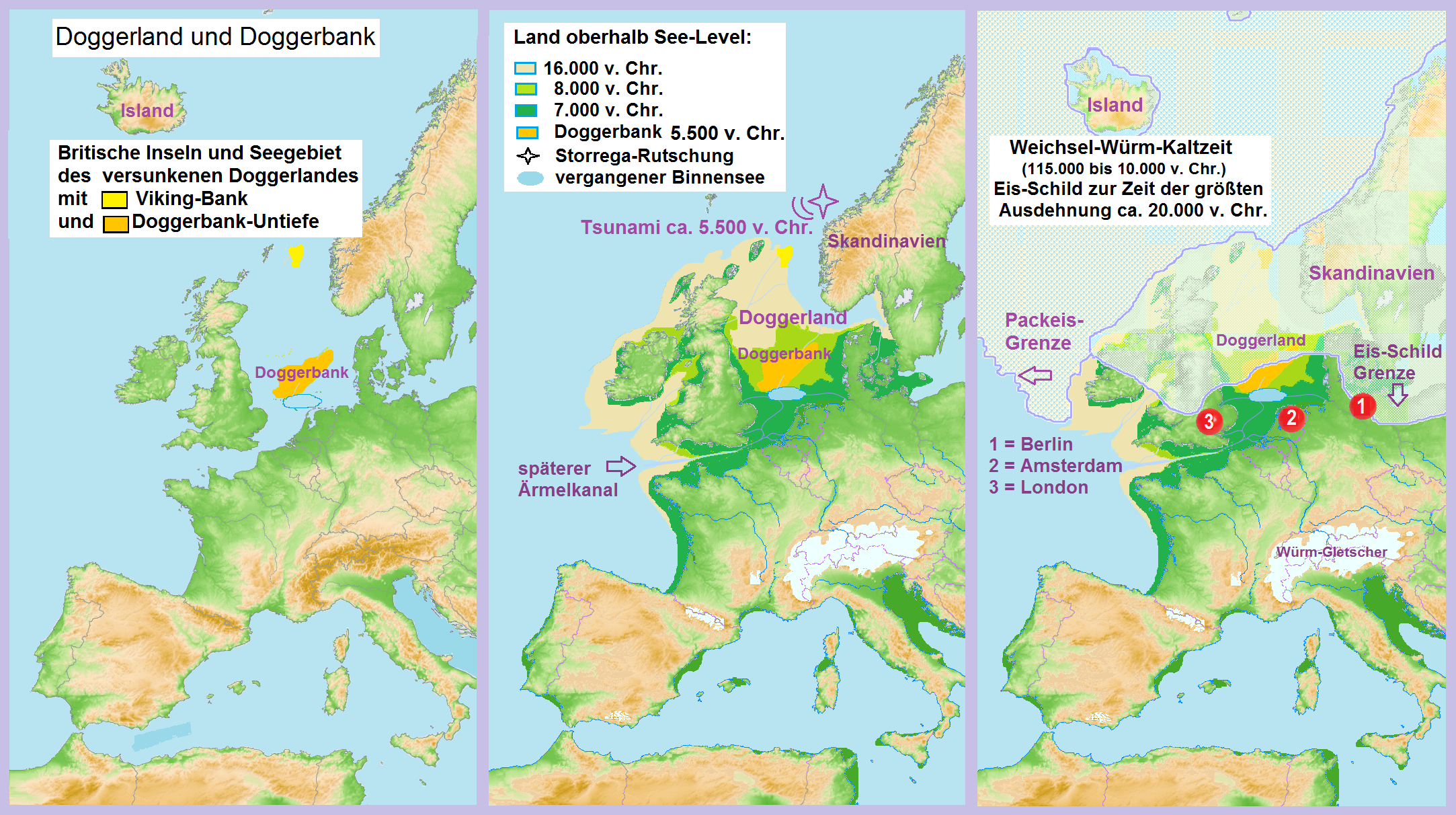
Besiedelung der Britischen Inseln in der eisfreien Periode des Ärmelkanals während der Weichsel-Würm-Kaltzeit. Das Doggerland war über Jahrtausende ein Refugium und Durchzugsgebiet für eiszeitliche Jäger und Sammler. Vergleich der geographischen Situation im Jahre 2.000 zu den späten Jahren der Weichsel-Würm-Eiszeit

Da Großbritannien am Rande Europas lag, wurden neue Technologien und kulturelle Errungenschaften später als auf dem Kontinent eingeführt (insbesondere nachdem 5500 v. Chr. die bis dahin bestehende Landverbindung durch den nacheiszeitlichen Meeresanstieg unterbrochen war). Die Geschichte Großbritanniens wurde früher als eine Abfolge von Einwanderungswellen betrachtet, bei denen die Neuankömmlinge die bisherige Bevölkerung auslöschten oder zumindest in die Randgebiete der Britischen Inseln abdrängten. Neuere archäologische Theorien hinterfragen diese Interpretation und gehen von einer komplexeren Beziehung zwischen der Insel und dem Kontinent aus. Viele Veränderungen in der Gesellschaft gelten als Übernahme der Technologien durch die Einheimischen. Früher ging man davon aus, dass neue Technologien von Invasoren aufgedrängt worden seien.
Schon von antiken Historikern wie Herodot wurden die sagenhaften Zinninseln oder Kassiteriden als Herkunftsort des in den Mittelmeerraum eingeführten Zinns erwähnt. Die erste Beschreibung der Britischen Inseln erfolgte durch den Seefahrer Pytheas aus der damals griechischen Kolonie Marseille, der um 320 v. Chr. oder 325 v. Chr. deren Küsten erkundete. Kulturelle Beziehungen mit dem Kontinent bestanden jedoch bereits in der Jungsteinzeit, vor allem das reichlich vorhandene Zinn wurde exportiert und von phönizischen Fernhändlern weiterverkauft.

## Altsteinzeit
Die Altsteinzeit des britischen Raumes umfasst die Periode zwischen 850.000 und 8300 Jahren vor unserer Zeit. Während dieser langen Zeitspanne geschahen viele Veränderungen der Umwelt, darunter mehrere Eis- und Warmzeiten, die das Leben der Menschen beeinflussten oder sie zur Aufgabe der Inseln zwangen. Genaue Daten aus diesem Zeitalter zu finden, gestaltet sich als schwierig. Die Menschen jener Zeit waren Jäger und Sammler, die den Wildtierherden folgten. Klimatisch bedingt wurde die Insel mindestens neun Mal weitgehend oder vollständig von Menschen geräumt.
Aus Knochenwerkzeugen und Feuerstein, die bei Happisburgh in Norfolk gefunden wurden, geht hervor, dass Homo erectus vor 700.000 Jahren in Großbritannien lebte. Zu dieser Zeit bestand eine Landbrücke zum europäischen Festland, die ungehinderte Wanderungen ermöglichte. Der Ärmelkanal war zu jener Zeit ein Fluss. Aus dessen Nebenflüssen sollten sich später die Themse und die Seine bilden. Großbritannien war eine vorgelagerte Halbinsel.
Verschiedene Funde, zum Beispiel bei Boxgrove in Sussex, beweisen die Einwanderung des Homo heidelbergensis vor mehr als 500.000 Jahren; Steinwerkzeugen aus einer Fundstätte in Fordwich bei Canterbury, Kent, wurden im Jahr 2022 ein Alter von mindestens 560.000 Jahren zugeschrieben. Diese Angehörigen der Acheuléen-Kultur stellten Werkzeug aus Sandstein (Quarzit) her und jagten die damals einheimischen Säugetiere. Sie trieben Elefanten, Nilpferde und Nashörner über Klippen oder in Moore, um sie erlegen zu können.
Die extreme Kälte der nachfolgenden Elstereiszeit vertrieb sämtliche Bewohner Großbritanniens in wärmere Gebiete. Erst in der nachfolgenden Warmzeit kehrten die Menschen zurück. Diese Periode war vor 420.000 bis 360.000 Jahren. Bei Barnfield Hill in Kent wurden Werkzeuge dieser Zeit gefunden.
Während der Saaleeiszeit, die vor 240.000 bis 180.000 Jahren stattfand, wurden verbesserte Sandsteinwerkzeuge der Levallois-Kultur eingeführt. Diese neuen Werkzeuge ermöglichten effizienteres Jagen und erlaubten auch während der Eiszeit eine Besiedlung. Aus der nächsten Warmzeit (vor 180.000 bis 70.000 Jahren) sind allerdings nur wenige Spuren gefunden worden. Zum ersten Mal war Großbritannien vom Kontinent getrennt, was eine Erklärung für die fehlende Besiedlung sein dürfte.
Vor rund 60.000 Jahren besiedelten die Neandertaler den südlichen, unvergletscherten Teil von Großbritannien. Die bedeutendsten Funde dieser Epoche wurden bei Oldbury in Kent und bei Kents Cavern in Devon gemacht.
Die Zeit der Neandertaler endete vor rund 30.000 Jahren nach der Einwanderung des modernen Menschen (Homo sapiens). Der besterhaltene Fund aus dieser Zeit ist die so genannte Red Lady of Paviland aus Wales, ein mit rotem Ocker bemaltes Skelett eines jungen Mannes, dessen Alter mit mehr als 30.000 Jahren angegeben wird. Die Würmeiszeit vertrieb die Menschen erneut und Großbritannien war bis vor etwa 13.000 Jahren unbewohnt. Die Landschaft während der letzten Eiszeit war eine baumlose Tundra. Vor rund 10.000 Jahren kehrten Menschen über eine Landbrücke wieder zurück.

## Mittelsteinzeit
Das zunehmend wärmere Klima begünstigte das Wachstum von Kiefern-, Birken- und Erlenwäldern. Die großen Rentier- und Pferdeherden waren abgewandert und wurden durch Elche, Hirsche und Auerochsen ersetzt. Die Bewohner Großbritanniens mussten ihre Jagdmethoden ändern und neue Werkzeuge entwickeln. Gleichzeitig wurden erstmals Widerhaken beim Fischfang verwendet. Die Menschen wanderten während dieser Epoche bis in den Norden Schottlands. Früher dachte man, die Bewohner Großbritanniens während der späten Altsteinzeit seien Nomaden gewesen. Heute geht man davon aus, dass sie sich saisonal niederließen oder sogar ständige Behausungen errichteten, wenn die Bedingungen günstig waren. Aus dieser Zeit stammen Funde u. a. aus Star Carr in Yorkshire und von Oronsay, Hebriden (Muschelhaufen). In Howick in Northumberland wurden 9600 Jahre alte Überreste eines runden Gebäudes von sechs Meter Durchmesser gefunden. Die Ausgräber gehen von einer massiven Holzkonstruktion aus.
Die vermehrte Jagd (Overkill-Hypothese) oder die Veränderung der Umwelt führte zum Aussterben zahlreicher Tierarten. Bei Poulton-le-Fylde in Lancashire wurde in einem Moor ein altsteinzeitlicher Elch gefunden, der von Jägern verwundet wurde und entkommen war. Die Landwirtschaft und die Nutztierzucht hielten um das Jahr 4700 v. Chr. Einzug, weil neue Menschen auf die Insel kamen. Etwa zur selben Zeit wurden wegen des wärmeren Klimas die Nadel- durch Laubwälder ersetzt.

## Jungsteinzeit
Der Übergang zur Jungsteinzeit fand etwa 3900 v. Chr. statt, ob durch Einwanderung oder Übernahme von Kulturelementen vom Festland, ist umstritten.
2019 wurde in der Fachzeitschrift Nature Ecology & Evolution berichtet, es sei gelungen, am Skelett des mittelsteinzeitlichen Cheddar Man, das in der Cheddar Gorge von Somerset gefunden worden war, eine DNA-Analyse durchzuführen. Den Befunden zufolge weisen noch heute einige Briten eine verwandtschaftliche Nähe zu jener Population auf, der Cheddar Man angehörte.
In der Jungsteinzeit begannen die Menschen, Erdwerke anzulegen. Befestigte Wege sind in Irland bereits seit dem Mesolithikum bekannt. In Großbritannien stammen die ersten aus dem Neolithikum. Ein hölzerner Steg über ein Moor in Somerset (Sweet track, Somerset Levels) datiert etwa auf 3800 v. Chr. Der Belmarsh Trackway in London ist sogar 200 Jahre älter. Um Platz für Landwirtschaft und Viehhaltung zu schaffen, wurden vermehrt Wälder gerodet.
Das gesicherte Nahrungsmittelaufkommen führte zu weiterem Bevölkerungswachstum. Es gab genug Arbeitskräfte, um Monumente (zum Beispiel Silbury Hill) und Grabhügel (West Kennet Long Barrow) zu errichten. Es wurden Langhäuser aus Holz errichtet (Claish, Balbridie), und in Bergwerken wie Cissbury, Blackpatch und Harrow Hill in West Sussex, später auch in Grimes Graves in Norfolk wurde Feuerstein abgebaut.

## Bronzezeit
Um etwa 2500 v. Chr. hielt die so genannte Glockenbecherkultur in Großbritannien Einzug, die erste metallverarbeitende Kultur der Insel. Zuerst stellten sie Werkzeuge aus Kupfer her, doch etwa 2150 v. Chr. ging man zur Herstellung von Bronze über. Durch die Beigabe von etwas Zinn wurde das Kupfer viel härter. So begann die Bronzezeit in Großbritannien. Im Laufe der nächsten tausend Jahre wurden die Steinwerkzeuge und -waffen nach und nach durch solche aus Bronze ersetzt.
Großbritannien hatte reiche Zinnvorkommen, vor allem in Cornwall und Devon. Um 1600 v. Chr. war britisches Zinn durch Handel in ganz Europa verbreitet. Die Glockenbecherleute (englisch Beaker people) waren auch geschickte Goldschmiede. Goldschmuck wurde auch in Gräbern der Wessex-Kultur in Südengland entdeckt.
Die Briten der frühen Bronzezeit bestatteten ihre Toten in Grabhügeln, oft mit Grabbeigaben der Glockenbecherkultur. Später ging man dazu über, die Toten zu kremieren und die Asche in Urnen aufzubewahren. Die Menschen jener Zeit errichteten Bauwerke wie Stonehenge. Um 2000 v. Chr. trat zum ersten Mal nachweislich die Pest auf den britischen Inseln auf; ihr Erreger, Yersinia pestis, ließ sich in Gräbern in Somerset und in einem Cairn in Cumbria anhand ihrer Desoxyribonukleinsäure nachweisen.
Es wurde nachgewiesen, dass im 12. Jahrhundert v. Chr. eine Invasion oder eine Masseneinwanderung nach Südengland stattgefunden haben muss.

## Eisenzeit
Um 750 v. Chr. erreichte die Eisenverarbeitung von Südeuropa aus Großbritannien. Eisen, dessen Einführung den Beginn der Eisenzeit bildet, war stärker und häufiger vorhanden als die Grundstoffe für Bronze. Die Eisenverarbeitung revolutionierte zahlreiche Lebensbereiche, am meisten wohl in der Landwirtschaft. Pflüge aus Eisen konnten das Land besser umgraben als solche aus Bronze, und Eisenäxte konnten Bäume deutlich effizienter fällen.
Um 800 v. Chr. begann eine begrenzte Einwanderung vom Kontinent, vor allem aber wohl eine zunehmende Verbreitung der keltischen Sprache auf der Insel. Bis 500 v. Chr. hatte sie sich vermutlich über fast die gesamten Britischen Inseln verbreitet. Die materielle Kultur Britanniens weist allerdings trotz deutlicher keltischer Einflüsse zugleich auch erhebliche Abweichungen und Eigenheiten auf. Die Briten waren geschickte Handwerker und Schmiede. Sie fertigten kunstvoll verzierten Goldschmuck sowie Waffen aus Bronze und Eisen an. Sie lebten in Stämmen, die von einem Häuptling angeführt wurden. An mehreren Orten entstanden befestigte Siedlungen (Oppida), so etwa in Camulodunum.
Große Bauernhöfe produzierten Nahrungsmittel in schon fast industriellem Ausmaß. Römische Quellen berichten, dass die Kelten Jagdhunde, Tierhäute und Sklaven exportierten. Um 175 v. Chr. zogen offenbar Menschen aus Gallien und dem heutigen Belgien (Belgae) nach Großbritannien und ließen sich in Kent, Hertfordshire und Essex nieder. Ihre Töpferkünste waren weiter fortgeschritten als alles, was die Bewohner Großbritanniens bisher kannten.
Um 100 v. Chr. wurden Eisenbarren als Währung verwendet; der Handel mit Europa florierte vor allem dank des Exports von Metallen. Bald darauf wurden die ersten Münzen geprägt. Diese basierten auf jenen vom Kontinent, trugen aber die Namen lokaler Herrscher. Als das Römische Reich sich nach Norden ausdehnte, begannen sich die Römer für Großbritannien zu interessieren. Vor allem die ausgiebigen Metallvorkommen versprachen reiche Beute.

## Eisenzeitliche Stämme auf den Britischen Inseln
Vor der Eroberung von England und Wales durch die Römer lebten folgende Stämme in Großbritannien und Irland:
- Airgialla in Irland
- Ailech in Irland
- Ancalites (Hampshire und Wiltshire, England)
- Atecotti (Schottland oder Irland)
- Atrebates (Hampshire und Berkshire, England)
- Autini (Irland)
- Belgae (Wiltshire und Hampshire)
- Bibroci (Berkshire, England)
- Briganten in Nordengland/Irland?
- Caereni (Sutherland?)
- Caledonii (Invernessshire?)
- Cantiaci (Kent)
- Carnonacae (Western Highlands Schottland)
- Carvetii (Cumberland)
- Cassi (England)
- die Catuvellaunen (Hertfordshire) waren ein Nachbarstamm der Iceni und schlossen sich dem Boudicca-Aufstand an
- Cauci (Irland)
- Corieltauvi (Leicestershire)
- Coriondi (Irland)
- Corionototae (Northumberland)
- Cornovii (Caithness, Cheshire, Cornwall)
- Creones (Argyllshire)
- Damnonii (Strathclyde)
- Darini (Irland)
- Deceangli (Flintshire)
- Decantae (Easter Ross?)
- Demetae (Dyfed)
- die Dobunni in den Cotswolds-Hügeln und am Fluss Severn (Gloucestershire)
- die Dumnonii in Devon, Cornwall und Somerset
- Durotriges (Dorset)
- Eblani (Irland)
- Epidii (Kintyre)
- Gangani (Irland, Lleyn Peninsula)
- Herpeditani (Irland)
- Iberni (Irland)
- die Iceni in East Anglia, die sich später unter Boudicca gegen die römische Herrschaft erheben sollten
- Lugi (Eastern Sutherland?)
- Magnate (Irland)
- Manapii (Irland)
- Novantae (Galloway)
- die Ordovices in Nordwales (Gwynedd)
- Parisii (East Riding)
- die Pikten und Skoten in Schottland
- Regini (Sussex)
- Robogdii (Irland)
- Segontiaci (England)
- Selgovae (upper Tweed basin)
- Setantii (Lancashire)
- die Silurer in Südwales (Gwent)
- Smertae (Southern Sutherland?)
- Taxali (Aberdeenshire)
- die Trinovanten (Essex) waren ein Nachbarstamm der Iceni und schlossen sich dem Aufstand an
- die Ulidia in Irland
- Vacomagi (Banffshire?)
- Velabri (Irland)
- Venicones (Strathmore?)
- Vennicnii (Irland)
- Vodie (Irland)
- Votadini (Lothian)

### Einzelthemen
- Clive Waddington, Geoff Bailey, Ian Boomer, Nicky Milner, Kristian Pederson, Robert Shiel, Tony Stevenson: A Mesolithic Settlement at Howick, Northumberland. Antiquity 295, 2003.